# ベビーカレンダー
ベビーカレンダー（Baby Calendar）は、東京都渋谷区に本社を置き、妊婦と出産を支援する日本の企業。

## 概要
体験談や離乳食レシピを含む、妊娠・出産・育児の情報を提供するウェブサイトを運営している。助産師による専門家相談も扱っている。
2021年に東京証券取引所に上場した。
2023年11月14日に、くらし情報メディア「ヨムーノ」を株式会社しずおかオンラインから事業譲受する。

## ベビカレマンガ大賞
2022年より母親に人気の漫画に対して授与される「ベビカレマンガ大賞」を主催している。初回の大賞はちなきちによる『僕と帰ってこない妻』が受賞した。

## 受賞歴
- 第12回 キッズデザイン賞（ベビーカレンダーアプリ、2018年）